# Will Steger
Pour les articles homonymes, voir Steger.
Will Steger, né le 27 août 1944 à Richfield (Minnesota, États-Unis), est un explorateur américain des mondes polaires et un porte-parole pour la préservation de l'Arctique.

## Biographie
Will Steger a réalisé de nombreuses expéditions polaires en traîneau et sans assistance, comme le premier voyage pour atteindre le pôle sans assistance et avec des chiens de traîneau (1986), la première traversée avec chiens du Groenland du sud au nord en passant par le Pôle Nord sur environ 2 300 km en 1988. C'est au cours de son expédition vers le pôle en 1986 qu'il rencontre Jean-Louis Étienne et qu'ensemble ils envisagent les bases de l'expédition Transantarctica qu'ils réaliseront dans un cadre international en 1989-1990. Cette traversée du continent Antarctique à pied et avec des chiens de traineau, reste unique dans l'histoire de l'exploration du continent blanc. En 1995, il réalise l'International Arctic Project, qui consiste en une traversée de la totalité de l'Océan Arctique de la Russie à Ellesmere Island au Canada.
En 1995, Will Steger est récompensé de la John Oliver La Gorce Medal de la National Geographic Society, comme le furent avant lui Amelia Earhart, Robert Peary, Roald Amundsen et Jacques-Yves Cousteau notamment.
Will Steger est également l'auteur de nombreux livres, et cofondateur d'institut de recherche et de centre éducatifs dans différentes universités américaines.